# Erwan Dianteill
Erwan Dianteill es un antropólogo y sociólogo francés, nacido en 1967, profesor en la Sorbona (Universidad Paris-Descartes). Es un especialista de antropología de la religión, de antropología política (Cuba, Luisiana, África Occidental) y de antropología fundamental (Mauss, Leiris, Lévi-Strauss, Bourdieu, De Martino, Sahlins). Ha enseñado en la Universidad de La Habana, en la Universidad de Buenos Aires, en la Universidad Nacional de Honduras y en Harvard (2016, 2020). 
Es director del departamento de ciencias sociales de la Sorbona  (Universidad Paris-Descartes), y fue fundador y director (2010-2018) del Centro de Antropología Cultural (CANTHEL) en la misma universidad.
Erwan Dianteill fue miembro "senior" del prestigioso Instituto Universitario de Francia (IUF) entre 2012 y 2017, y premiado otra vez en 2023.

## Algunas publicaciones
Varios artículos científicos de Erwan Dianteill han sido traducidos en español y en portugués, así como dos libros escritos con Michael Löwy : 
-Sociologías y religión - Aproximaciones disidentes, Buenos Aires, Manantial, 2009
-Sociologías y religión. Aproximaciones insólitas, Veracruz, Editorial de la Universidad veracruzana, 2013
Este último libro cierra la trilogía de Sociología y Religión precedido por las Aproximaciones clásicas (de Hervieu-Léger y Willaime) y las Disidentes (de Dianteill y Lowy). El adjetivo de insólitas para calificar estas aproximaciones es por lo insólito del objeto de interés: el tarantismo, las plantas curativas, el capitalismo como religión, el desdoblamiento del ser. Pero también porque provienen de autores a quienes no suele considerarse como sociólogos de la religión, sino más bien como historiadores, filósofos,
antropólogos o etnógrafos o bien como incalificables.
Dianteill es también autor, entre varias obras sobre la temática afroamericana, de un libro escrito con Michele Chouchan sobre la mitología de Eshu (también conocido como Elegua en Cuba o Legba en Haití), dios de la comunicación en África y en las Américas :
-Eshu, dieu d'Afrique et du Nouveau Monde, Paris, Larousse, 2011)
Su obra mayor sobre la Santería y las religiones afro-cubanas ha sido traducida en español :
-Dioses y signos - Iniciación, escritura y adivinación en las religiones afro-cubanas, Madrid, Ediciones Complutense, 2019